# Bandeira de Lavalleja
A Bandeira de Lavalleja é um dos símbolos oficiais do Departamento de Lavalleja, uma subdivisão do Uruguai.
Seu desenho consiste de um retângulo de proporção largura-comprimento de 2:3 dividido horizontalmente em três faixas de mesma largura: a superio é vermelha, a intermediária é branca e a inferior azul.
Na faixa intermediária existem três elementos:
1. Uma montanha estilizada composta por dois trapézios e um triângulo, todos verdes. As três figuras geométricas reunidas formam um triângulo escaleno no qual a maior aresta representa a base da montanha.
2. Um círculo em ouro parcialmente encoberto pelos trapézios descritos anteriormente;
3. A inscrição LAVALLEJA em letras serifadas na cor preta. As letras estão na parte superior direita da faixa branca.

## Simbolismo

Bandeira dos Trinta e Três Orientais

- As cores principais da bandeira (vermelho, branco e azul) fazem alusão à bandeira dos Trinta e Três Orientais, entre eles Juan Antonio Lavalleja, do qual deriva o nome do departamento. A diferença está apenas na disposição das cores, pois há a inversão entre a posição do azul e do vermelho. Outro elemento semelhante é o tipo e a cor da letra usada na inscrição;
- A montanha estilizada representa a Serra de Minas, um acidente geográfico do Lavalleja;
- O círculo em ouro representa o sol.